# Società Sportiva Lazio 1935-1936
Questa voce raccoglie le informazioni riguardanti la Società Sportiva Lazio nelle competizioni ufficiali della stagione 1935-1936.

## Stagione
La Lazio partecipò al campionato di Serie A 1935-1936 classificandosi al settimo posto con 30 punti.
In Coppa Italia nei sedicesimi superò il Venezia 2-0 in casa, negli ottavi nel derby capitolino vinse 2-1 sulla Roma, quindi venne eliminata ai quarti di finale dall'Alessandria (in seguito finalista della competizione), da cui venne sconfitta in Piemonte per 1-0.

## Organigramma societario
Area direttiva
- Presidente: Eugenio Gualdi

Area tecnica
- Allenatore: Walter Alt, da aprile József Viola

## Rosa
| N. |                    | Ruolo | Calciatore                     |
| -- | ------------------ | ----- | ------------------------------ |
|    | Italia (bandiera)  | P     | Giacomo Blason                 |
|    | Italia (bandiera)  | P     | Pietro Brandani                |
|    | Italia (bandiera)  | P     | Giovanni Zenaro                |
|    | Italia (bandiera)  | D     | Alfredo Monza                  |
|    | Italia (bandiera)  | D     | Giordano Roggero               |
|    | Italia (bandiera)  | D     | Bruno Strappini                |
|    | Brasile (bandiera) | D     | Benedicto Zacconi              |
|    | Italia (bandiera)  | C     | Giuseppe Baldo                 |
|    | Italia (bandiera)  | C     | Aurelio Biassoni               |
|    | Italia (bandiera)  | C     | Bruno Camolese                 |
|    | Italia (bandiera)  | C     | Attilio Ferraris IV (capitano) |
|    | Italia (bandiera)  | C     | Francesco Gabriotti            |
|    | Italia (bandiera)  | C     | Giancarlo Nale                 |

| N. |                   | Ruolo | Calciatore               |
| -- | ----------------- | ----- | ------------------------ |
|    | Italia (bandiera) | C     | Odoacre Pardini          |
|    | Italia (bandiera) | C     | Egidio Turchi            |
|    | Italia (bandiera) | C     | Luigi Uneddu             |
|    | Italia (bandiera) | C     | Giuseppe Viani           |
|    | Italia (bandiera) | A     | Antonio Bisigato         |
|    | Italia (bandiera) | C     | Aurelio Biassoni         |
|    | Italia (bandiera) | A     | Walter D'Odorico         |
|    | Italia (bandiera) | A     | Anfilogino Guarisi ()    |
|    | Italia (bandiera) | A     | Virgilio Felice Levratto |
|    | Italia (bandiera) | A     | Riccardo Okely III       |
|    | Italia (bandiera) | A     | Silvio Piola             |
|    | Italia (bandiera) | A     | Armando Preti            |
|    | Italia (bandiera) | A     | Umberto Visentin III     |

## Calciomercato
| Acquisti | Acquisti             | Acquisti     | Acquisti   |
| R.       | Nome                 | da           | Modalità   |
| -------- | -------------------- | ------------ | ---------- |
| D        | Alfredo Monza        | Livorno      | definitivo |
| D        | Giordano Roggero     | Casale       | definitivo |
| D        | Benedicto Zacconi    | Torino       | definitivo |
| C        | Giuseppe Baldo       | Padova       | definitivo |
| C        | Aurelio Biassoni     | Atalanta     | prestito   |
| C        | Bruno Camolese       | L.R. Vicenza | definitivo |
| C        | Egidio Turchi        | Pistoiese    | definitivo |
| A        | Walter D'Odorico     | Padova       | definitivo |
| A        | Riccardo Okely III   | Siena        | definitivo |
| A        | Armando Preti        | Pisa         | definitivo |
| A        | Umberto Visentin III | Napoli       | definitivo |

| Cessioni | Cessioni               | Cessioni        | Cessioni   |
| R.       | Nome                   | a               | Modalità   |
| -------- | ---------------------- | --------------- | ---------- |
| D        | Armando Bertagni       | Livorno         | definitivo |
| D        | Armando Del Debbio     | Corinthians     | definitivo |
| D        | Enzio Enrique Serafini | Palestra Itália | definitivo |
| C        | Alfredo Menegazzi      | Cosenza         | definitivo |
| A        | Innocenzo Centonze     | GUF Roma        | definitivo |
| A        | Arturo Chini Ludueña   | Trastevere      | definitivo |
| A        | Alejandro Demaría      | Corinthians     | definitivo |
| A        | João Fantoni I         | Cruzeiro        | definitivo |
| A        | Leonízio Fantoni III   | Cruzeiro        | definitivo |
| A        | Armando Preti          | Roma            | definitivo |

## Risultati

### Serie A

#### Girone di andata
| Arbitro: | Scotto (Savona) |

|             |           |           |
| Rossini 40’ | Marcatori | 82’ Piola |

| Arbitro: | Carminati (Milano) |

|                            |           |                           |
| Piola 30’ (rig.), 56’, 73’ | Marcatori | 19’ Busidoni 23’ Colaussi |

| Arbitro: | Scorzoni (Bologna) |

|                          |           |                  |
| Borel I 35’ Borel II 80’ | Marcatori | 38’ Visentin III |

| Arbitro: | Bevilacqua (Viareggio) |

|  |           |              |
|  | Marcatori | 89’ Cattaneo |

| Arbitro: | Casati (Como) |

|                          |           |            |
| Bonesini 44’ Palumbo 54’ | Marcatori | 43’ Uneddu |

| Arbitro: | Bertolio (Torino) |

|                                                     |           |  |
| Piola 17’ (rig.), 27’, 65’ Uneddu 39’ D'Odorico 70’ | Marcatori |  |

| Arbitro: | Gianelli (Genova) |

|                                       |           |            |
| Bianchi 14’ Locatelli 38’, 83’ (rig.) | Marcatori | 70’ Uneddu |

| Arbitro: | Scorzoni (Bologna) |

|                |           |                             |
| Piola 40’, 59’ | Marcatori | 44’ Zidarich 60’ Arcari III |

| Arbitro: | Casati (Como) |

|              |           |             |
| Bisigato 67’ | Marcatori | 89’ Fillola |

| Arbitro: | Barlassina (Novara) |

|  |           |                               |
|  | Marcatori | 20’ Bisigato 66’ Visentin III |

| Roma 15 dicembre 1935 11ª giornata | Lazio                | 0 – 0 referto | Ambrosiana-Inter | Stadio del PNF\| Arbitro: \| Ciamberlini (Genova) \| |
| Arbitro:                           | Ciamberlini (Genova) |               |                  |                                                      |

| Arbitro: | Bertolio (Torino) |

|                     |           |  |
| Ottani 5’ Violi 75’ | Marcatori |  |

| Arbitro: | Gianelli (Genova) |

|                                       |           |  |
| Guarisi 15’ Camolese 23’ Levratto 56’ | Marcatori |  |

| Arbitro: | Scotto (Savona) |

|                           |           |              |
| Piola 1’ Guarisi 58’, 63’ | Marcatori | 49’ Rossetti |

| Arbitro: | Scorzoni (Bologna) |

|                            |           |          |
| Negro 37’ Romagnoli II 71’ | Marcatori | 4’ Piola |

#### Girone di ritorno
| Arbitro: | Pizziolo (Firenze) |

|               |           |                |
| Piola 6’, 36’ | Marcatori | 53’ Costantino |

| Arbitro: | Bevilacqua (Viareggio) |

|                                           |           |                               |
| Colaussi 22’ Busidoni 28’ Mian 38’ (rig.) | Marcatori | 43’, 61’ Gabriotti 69’ Uneddu |

| Arbitro: | Scotto (Savona) |

|                                    |           |  |
| Guarisi 20’ Levratto 81’ Piola 90’ | Marcatori |  |

| Arbitro: | Ciamberlini (Genova) |

|              |           |  |
| Cattaneo 82’ | Marcatori |  |

| Arbitro: | Bertolio (Torino) |

|                     |           |  |
| Piola 21’, 45’, 73’ | Marcatori |  |

| Arbitro: | Mastellari (Bologna) |

|                           |           |                |
| Peretti 52’ Malatesta 77’ | Marcatori | 24’, 61’ Piola |

| Arbitro: | Gonani (Ravenna) |

|                                      |           |  |
| Uneddu 10’ Camolese 74’ Levratto 77’ | Marcatori |  |

| Arbitro: | Mattea (Torino) |

|                                               |           |  |
| Romani 1’, 12’, 48’ Arnoni 69’ Arcari III 84’ | Marcatori |  |

| Arbitro: | Scorzoni (Bologna) |

|                                |           |                         |
| Ferrari 41’, 59’ Libonatti 45’ | Marcatori | 35’ Levratto 49’ Uneddu |

| Arbitro: | Ciamberlini (Genova) |

|            |           |           |
| Uneddu 60’ | Marcatori | 41’ Galli |

| Arbitro: | Scotto (Savona) |

|                                    |           |            |
| Ghidini 36’ Ferrari 44’ Meazza 47’ | Marcatori | 9’ Guarisi |

| Arbitro: | Gianelli (Genova) |

|            |           |              |
| Uneddu 27’ | Marcatori | 39’ Schiavio |

| Arbitro: | Mastellari (Bologna) |

|                  |           |  |
| Robotti 38’, 89’ | Marcatori |  |

| Arbitro: | Bertolio (Torino) |

|               |           |                           |
| Sallustro 64’ | Marcatori | 5’ Camolese 29’ D'Odorico |

| Arbitro: | Bertone (Milano) |

|              |           |  |
| Gabriotti 6’ | Marcatori |  |

### Coppa Italia

#### Fase finale
| Arbitro: | Soliani (Genova) |

|                        |           |  |
| Piola 32’ Levratto 36’ | Marcatori |  |

| Arbitro: | Mattea (Torino) |

|                        |           |             |
| Piola 35’ Camolese 38’ | Marcatori | 68’ Gadaldi |

| Arbitro: | Scorzoni (Bologna) |

|           |           |  |
| Notti 66’ | Marcatori |  |

## Statistiche

### Statistiche di squadra
| Competizione    | Punti | In casa | In casa | In casa | In casa | In casa | In casa | In trasferta | In trasferta | In trasferta | In trasferta | In trasferta | In trasferta | Totale | Totale | Totale | Totale | Totale | Totale | DR  |
| Competizione    | Punti | G       | V       | N       | P       | Gf      | Gs      | G            | V            | N            | P            | Gf           | Gs           | G      | V      | N      | P      | Gf     | Gs     | DR  |
| --------------- | ----- | ------- | ------- | ------- | ------- | ------- | ------- | ------------ | ------------ | ------------ | ------------ | ------------ | ------------ | ------ | ------ | ------ | ------ | ------ | ------ | --- |
| Serie A         | 30    | 15      | 9       | 5       | 1       | 31      | 10      | 15           | 2            | 3            | 10           | 17           | 32           | 30     | 11     | 8      | 11     | 48     | 42     | +6  |
| Coppa Italia    |       | 2       | 2       | 0       | 0       | 4       | 1       | 1            | 0            | 0            | 1            | 0            | 1            | 3      | 2      | 0      | 1      | 4      | 2      | +2  |
| Prima Divisione | 22    | 9       | 7       | 0       | 2       | 27      | 6       | 9            | 2            | 4            | 3            | 10           | 9            | 18     | 9      | 4      | 5      | 37     | 15     | +22 |
| Totale          |       | 26      | 18      | 5       | 3       | 62      | 17      | 25           | 4            | 7            | 14           | 27           | 42           | 51     | 22     | 12     | 17     | 89     | 59     | +30 |

### Statistiche dei giocatori
Nel conteggio delle reti realizzate si aggiunga una autorete a favore in Serie A e due reti assegnate a tavolino e una rete segnata su rigore (di cui non si conosce il marcatore) in Prima Divisione.
| Giocatore        | Serie A  | Serie A | Coppa Italia | Coppa Italia | Prima Divisione | Prima Divisione | Totale   | Totale |
| Giocatore        | Presenze | Reti    | Presenze     | Reti         | Presenze        | Reti            | Presenze | Reti   |
| ---------------- | -------- | ------- | ------------ | ------------ | --------------- | --------------- | -------- | ------ |
| E. Antico        | -        | -       | -            | -            | 2               | 2               | 2        | 2      |
| A. Argentieri II | -        | -       | -            | -            | 1               | 2               | 1        | 2      |
| G. Baldo         | 29       | 0       | 2            | 0            | -               | -               | 31       | 0      |
| A. Ballarin      | -        | -       | -            | -            | 3               | 0               | 3        | 0      |
| A. Biassoni      | -        | -       | -            | -            | 1               | 0               | 1        | 0      |
| A. Bisigato      | 16       | 2       | 1            | 0            | 1               | 0               | 18       | 2      |
| G. Blason        | 25       | -32     | 3            | -2           | 1               | -0              | 29       | -34    |
| P. Brandani      | -        | -       | -            | -            | 6               | -9              | 6        | -9     |
| E. Branci        | -        | -       | -            | -            | 14              | 0               | 14       | 0      |
| B. Camolese      | 19       | 3       | 2            | 1            | 3               | 2               | 24       | 6      |
| A. Capponi       | -        | -       | -            | -            | 1               | 2               | 1        | 2      |
| A. D'Ambrogi     | -        | -       | -            | -            | 3               | 0               | 3        | 0      |
| W. D'Odorico     | 6        | 2       | 1            | 0            | 9               | 7               | 16       | 9      |
| A. Ferraris IV   | 9        | 0       | 1            | 0            | 5               | 0               | 15       | 0      |
| E. Fioravanti    | -        | -       | -            | -            | 1               | 0               | 1        | 0      |
| F. Gabriotti     | 5        | 3       | -            | -            | 14              | 1               | 19       | 4      |
| A. Guarisi       | 18       | 5       | 3            | 0            | -               | -               | 21       | 5      |
| V.F. Levratto    | 27       | 4       | 3            | 1            | -               | -               | 30       | 5      |
| A. Monza         | 30       | 0       | 3            | 0            | -               | -               | 33       | 0      |
| G. Nale          | -        | -       | 1            | 0            | 13              | 1               | 14       | 1      |
| R. Okely III     | -        | -       | -            | -            | 3               | 0               | 3        | 0      |
| N. Paicci        | -        | -       | -            | -            | 17              | 4               | 17       | 4      |
| A. Palma         | -        | -       | -            | -            | 7               | 0               | 7        | 0      |
| O. Pardini       | 6        | 0       | 1            | 0            | 4               | 0               | 11       | 0      |
| B. Pasquali      | -        | -       | -            | -            | 9               | 0               | 9        | 0      |
| R. Peticca       | -        | -       | -            | -            | 2               | 0               | 2        | 0      |
| S. Piola         | 27       | 19      | 2            | 2            | -               | -               | 29       | 21     |
| A. Pizzamiglio   | -        | -       | -            | -            | 7               | 0               | 7        | 0      |
| A. Preti         | -        | -       | -            | -            | -               | -               | -        | -      |
| G. Roggero       | 3        | 0       | -            | -            | 9               | 0               | 12       | 0      |
| B. Strappini     | 2        | 0       | -            | -            | 15              | 3               | 17       | 3      |
| T. Tedeschi      | -        | -       | -            | -            | 5               | 1               | 5        | 1      |
| E. Trincia       | -        | -       | -            | -            | 9               | 3               | 9        | 3      |
| E. Turchi        | 14       | 0       | 3            | 0            | 1               | 0               | 18       | 0      |
| L. Uneddu        | 22       | 7       | 1            | 0            | 2               | 1               | 25       | 8      |
| G. Viani         | 29       | 0       | 3            | 0            | -               | -               | 32       | 0      |
| U. Visentin III  | 12       | 2       | -            | -            | 8               | 5               | 20       | 7      |
| B. Zacconi       | 26       | 0       | 3            | 0            | -               | -               | 29       | 0      |
| G. Zenaro        | 5        | -10     | -            | -            | 10              | -6              | 15       | -16    |

## Riserve
La squadra riserve della Lazio ha disputato nella stagione 1935-1936 il girone Lazio del campionato di Prima Divisione.

### Rosa
| N. |                   | Ruolo | Calciatore            |
| -- | ----------------- | ----- | --------------------- |
|    | Italia (bandiera) | P     | Giacomo Blason        |
|    | Italia (bandiera) | P     | Pietro Brandani       |
|    | Italia (bandiera) | P     | Giovanni Zenaro       |
|    | Italia (bandiera) | D     | Aldo Ballarin         |
|    | Italia (bandiera) | D     | Alfredo D'Ambrogi     |
|    | Italia (bandiera) | D     | Edmondo Fioravanti    |
|    | Italia (bandiera) | D     | Giordano Roggero      |
|    | Italia (bandiera) | D     | Bruno Strappini       |
|    | Italia (bandiera) | C     | Alberto Argentieri II |
|    | Italia (bandiera) | C     | Ettore Brenci         |
|    | Italia (bandiera) | C     | Bruno Camolese        |
|    | Italia (bandiera) | C     | Alessandro Capponi    |
|    | Italia (bandiera) | C     | Attilio Ferraris IV   |
|    | Italia (bandiera) | C     | Francesco Gabriotti   |
|    | Italia (bandiera) | C     | Giancarlo Nale        |
|    | Italia (bandiera) | C     | Nando Paicci          |

| N. |                   | Ruolo | Calciatore           |
| -- | ----------------- | ----- | -------------------- |
|    | Italia (bandiera) | C     | Armando Palma        |
|    | Italia (bandiera) | C     | Odoacre Pardini      |
|    | Italia (bandiera) | C     | Roberto Peticca      |
|    | Italia (bandiera) | C     | Egidio Turchi        |
|    | Italia (bandiera) | C     | Luigi Uneddu         |
|    | Italia (bandiera) | A     | Elvio Antico         |
|    | Italia (bandiera) | A     | Antonio Bisigato     |
|    | Italia (bandiera) | A     | Aurelio Biassoni     |
|    | Italia (bandiera) | A     | Walter D'Odorico     |
|    | Italia (bandiera) | A     | Riccardo Okely III   |
|    | Italia (bandiera) | A     | Bruno Pasquali       |
|    | Italia (bandiera) | A     | Atos Pizzamiglio     |
|    | Italia (bandiera) | A     | Eliseo Trincia       |
|    | Italia (bandiera) | A     | Tullio Tedeschi      |
|    | Italia (bandiera) | A     | Umberto Visentin III |